# Podagrion risbeci
Podagrion risbeci är en stekelart som först beskrevs av Cockerell 1930.  Podagrion risbeci ingår i släktet Podagrion och familjen gallglanssteklar. Inga underarter finns listade i Catalogue of Life.